# Les pantins dansent
Les pantins dansent est une œuvre d'Erik Satie composée en 1913.

## Présentation
Les pantins dansent est écrit en 1913 pour un « poème dansé » de Valentine de Saint-Point. L'œuvre est datée du 16 novembre 1913.
La partition, imprimée pour piano dans Montjoie !, « organe de l'impérialisme artistique français, gazette bimensuelle illustrée sous la direction de Canudo », dans son numéro de janvier-février 1914, existe dans une version pour piano et une orchestrée par Satie pour petit orchestre.
La version pour piano est publiée de façon posthume par Rouart-Lerolle en 1929.

## Analyse et commentaires
Jean-Pierre Armengaud relève le prétexte de la partition, « une commande de la danseuse, chorégraphe poétesse et femme du monde Valentine de Saint-Point pour son récital du 18 décembre 1913 au Théâtre des Champs-Élysées sur le thème quelque peu hermétique de la Métachorie, au cours duquel devaient être exécutées plusieurs œuvres de Debussy, Ravel, Florent Schmitt, Roland-Manuel et Maurice Droeghmans, écrites en contrepoint de ses poèmes ».
Dans l'œuvre, « trois courts motifs mécaniques de pantin nostalgique et fatigué [...] se répètent et sont variés avec quelques hésitations, ponctués des accords piqués de percussion fataliste ».
Pour Alfred Cortot, le caractère de la partition, « curieusement mécanique, est traduit, d'une manière assez inopinée, par un langage musical d'une parfaite sagesse ».
En revanche, pour Guy Sacre, c'est « une « Danse maigre » s'il en fut, et sèche « comme un coucou », que ces trois pages toutes raides, piquées de staccatos, dépourvues de toute velléité charmeresse, et en tête desquelles le compositeur marque bizarrement ses doutes quant au tempo : lentement (sans trop) ; presque modéré ; une sorte de lent avec mouvement ».
Pour Vincent Lajoinie, « l'incertitude, ici, est de rigueur, et se voit du reste corroborée par le ton impassible d'un discours exclusif de tout devenir, dont l'intensité n'excède jamais, de peur de s'affirmer, la nuance piano. Cet état de choses, déjà patent dans la version pianistique, apparaît encore plus évident dans la réalisation orchestrale de l'œuvre, où l'emploi pointilliste et parcimonieux des instruments semble incontestablement plus proche des options weberniennes que du « riche orphéon » de Parade ».
Les pantins dansent est d'une durée moyenne d'exécution d'une minute cinquante environ.

## Discographie sélective
Version pour piano :
- Tout Satie ! Erik Satie Complete Edition[8], CD 6, Aldo Ciccolini (piano), Erato 0825646047963, 2015 ;
- Satie: Complete Piano Music, Jeroen van Veen (piano), Brilliant Classics 95350, 2016.

Version pour orchestre :
- Tout Satie ! Erik Satie Complete Edition[8], CD 1, Orchestre des Concerts Lamoureux, Yutaka Sado (dir.), Erato 0825646047963, 2015.

### Ouvrages généraux
- Alfred Cortot, La musique française de piano, Paris, Presses universitaires de France, coll. « Quadrige », 1981 (1re éd. 1938), 762 p. (ISBN 2-13-037278-3), « Le cas Erik Satie », p. 695-737.
- Adélaïde de Place, « Erik Satie », dans François-René Tranchefort (dir.), Guide de la musique de piano et de clavecin, Paris, Fayard, coll. « Les Indispensables de la musique », 1987, 867 p. (ISBN 978-2-213-01639-9), p. 628-634.
- Guy Sacre, La musique de piano : dictionnaire des compositeurs et des œuvres, vol. II (J-Z), Paris, Robert Laffont, coll. « Bouquins », 1998, 2998 p. (ISBN 2-221-08566-3). .

### Monographies
- Jean-Pierre Armengaud, Erik Satie, Paris, Fayard, 2009, 782 p. (ISBN 978-2-213-602523). .
- Vincent Lajoinie, Erik Satie, Lausanne, Éditions L'Âge d'Homme, 1985 (ISBN 978-2-8251-3228-9). .
- (en) Robert Orledge, Satie the composer, New York, Cambridge University Press, coll. « Music in the 20th Century », 1990, 394 p. (ISBN 978-0-521-35037-2).
- Anne Rey, Satie, Paris, Éditions du Seuil, coll. « Solfèges », 1974, rééd. 1995, 192 p. (ISBN 978-2-02-023487-0 et 2-02-023487-4).